# 大衛·蘭伯
大衛·蘭伯（David Lambert，1993年11月29日—）是美國的一位演員，出生在路易斯安那州巴頓魯治。他最著名的作品是在ABC家庭台電視劇福斯特中飾演Brandon Foster角色。